# روبرتو ألكيد غارسيا
روبرتو ألكيد غارسيا (بالإسبانية: Roberto Alcaide)‏ هو دراج إسباني، ولد في 22 مارس 1978 في مدريد في إسبانيا.

## روابط خارجية
- روبرتو ألكيد غارسيا على موقع إحصائيات الدراجات الإحترافية (الإنجليزية)
- روبرتو ألكيد غارسيا على موقع Paralympic.org (الإنجليزية)
- روبرتو ألكيد غارسيا على موقع اللجنة البارالمبية الإسبانية (الإسبانية)